# Jean-Claude Leclercq
Pour les articles homonymes, voir Leclercq.
Jean-Claude Leclercq est un ancien coureur cycliste français, né le 22 juillet 1962 à Abbeville, et professionnel de 1984 à 1993. 

## Biographie
Découvert par Jean de Gribaldy, il devient  Champion de France sur route en 1985. En 1987, il gagne la Flèche wallonne, l'une des classiques les plus prestigieuses, après être monté sur le podium de cette course l'année précédente. En 1990, il est encore deuxième de la Flèche wallonne, quatre jours avant de faire aussi bien sur Liège-Bastogne-Liège. 
Il commente depuis plusieurs années les épreuves cyclistes sur Eurosport Allemagne.

## Palmarès
- 1983
  - 2e du Grand Prix de Lausanne
  - 3e de Sierre-Loye
- 1984
  - 3e étape du Tour du Limousin
  - 2e de Sierre-Loye
  - 3e du Grand Prix de Lugano
- 1985
  -  Champion de France sur route
  - 3e étape du Trophée Joaquim Agostinho
  - 2e étape de Grabs-Voralp (contre-la-montre)
  - Visp-Grächen
  - 2e étape de l'Étoile des Espoirs
  - 2e de l'Étoile de Bessèges
  - 2e du Grand Prix de Lugano
  - 2e du Grand Prix de Mauléon-Moulins
  - 2e de Grabs-Voralp
- 1986
  - 5e étape du Tour de Suisse
  - Grabs-Voralp :
    - Classement général
    - 1re et 2e étapes

  - 2e de la Flèche wallonne
  - 2e du championnat de France sur route
  - 5e du Critérium du Dauphiné libéré
  - 9e du Tour de Suisse
- 1987
  - Flèche wallonne
  - 2e du Tour de Romandie
  - 10e de Liège-Bastogne-Liège
- 1988
  - 6e étape du Tour de Suisse
  - 3e de Paris-Camembert
- 1989
  - Tour du canton de Genève
  - 6e de la Classique de Saint-Sébastien
- 1990
  - 3e (contre-la-montre) et 6e étapes de la Tirreno-Adriatico
  - 2e de la Flèche wallonne
  - 2e de Liège-Bastogne-Liège
  - 2e de Coire-Arosa
  - 2e de Milan-Turin
  - 3e du Critérium international
  - 4e de Tirreno-Adriatico
  - 6e de l'Amstel Gold Race
- 1991
  - 1re étape du Critérium international
  - 1re étape du Tour de Romandie
  - Prologue du Tour de Suisse
  - Coire-Arosa
  - 4e du Grand Prix de Francfort
- 1992
  - 4e étape du Critérium du Dauphiné libéré
  - 8e du Tour de Romandie
- 1993
  - 3e de Coire-Arosa
  - 10e du Tour de Romandie

## Résultats sur les grands tours

### Tour de France
6 participations
- 1986 : 56e
- 1987 : 50e
- 1988 : 58e
- 1989 : 68e
- 1990 : 139e
- 1992 : abandon (11e étape)

### Tour d'Italie
1 participation
- 1993 : abandon (15e étape)

### Tour d'Espagne
1 participation
- 1984 : hors-délais (7e étape)[1].

### Classiques et grands championnats
| AB    | Abandon        | HD              | Hors-délais       | -                    | Pas d'information |
| Année | Milan-San Remo | Flèche wallonne | Tour des Flandres | Liège-Bastogne-Liège | Amstel Gold Race  |
| 1986  | -              | 2e              | -                 | -                    | -                 |
| 1987  | -              | 1er             | -                 | 10e                  | 11e               |
| 1988  | 39e            | 31e             | -                 | -                    | -                 |
| 1990  | -              | 2e              | 90e               | 2e                   | 6e                |
| 1991  | 120e           | -               | -                 | 43e                  | 30e               |
| 1992  | 16e            | -               | -                 | 35e                  | -                 |
| 1993  | 124e           | 29e             | -                 | -                    | -                 |